# بات بيج
بات بيج (بالإنجليزية: Pat Paige)‏ هو لاعب كرة قاعدة أمريكي، ولد في 5 مايو 1882 في باو باو في الولايات المتحدة، وتوفي في 8 يونيو 1939 في برلين في الولايات المتحدة.

## وصلات خارجية
- بات بيج على موقعبيزبول رفرنس.كوم (الدوري الرئيسي) (الإنجليزية)
- بات بيج على موقعبيزبول رفرنس.كوم (الدوري الثانوي) (الإنجليزية)
- بات بيج على موقع جمعية أبحاث البيسبول الأمريكية (الإنجليزية)